# Lyonothamnus floribundus
Lyonothamnus floribundus är en rosväxtart. Lyonothamnus floribundus ingår i släktet Lyonothamnus och familjen rosväxter.

## Underarter
Arten delas in i följande underarter:
- L. f. asplenifolius
- L. f. floribundus

## Bildgalleri

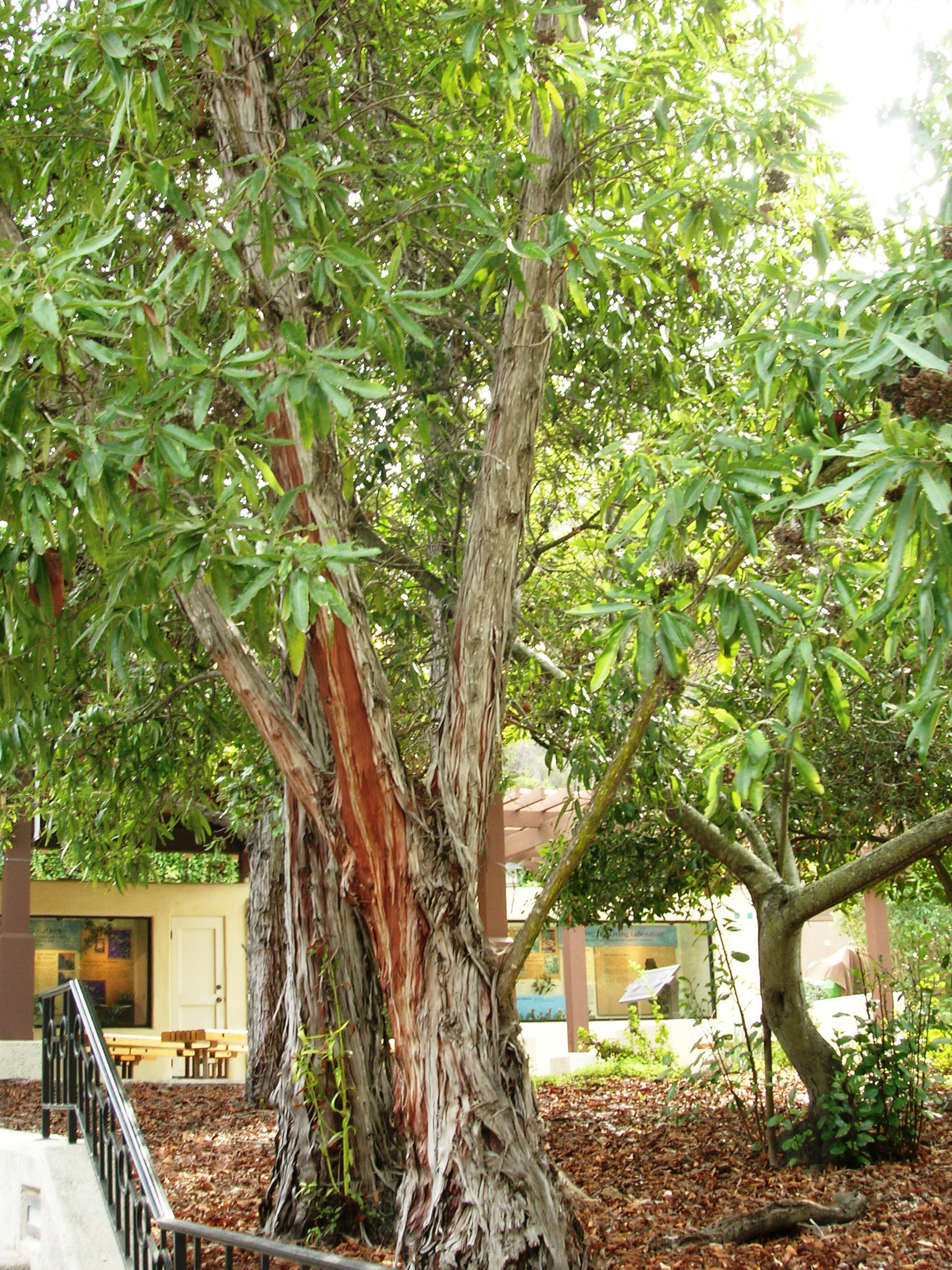
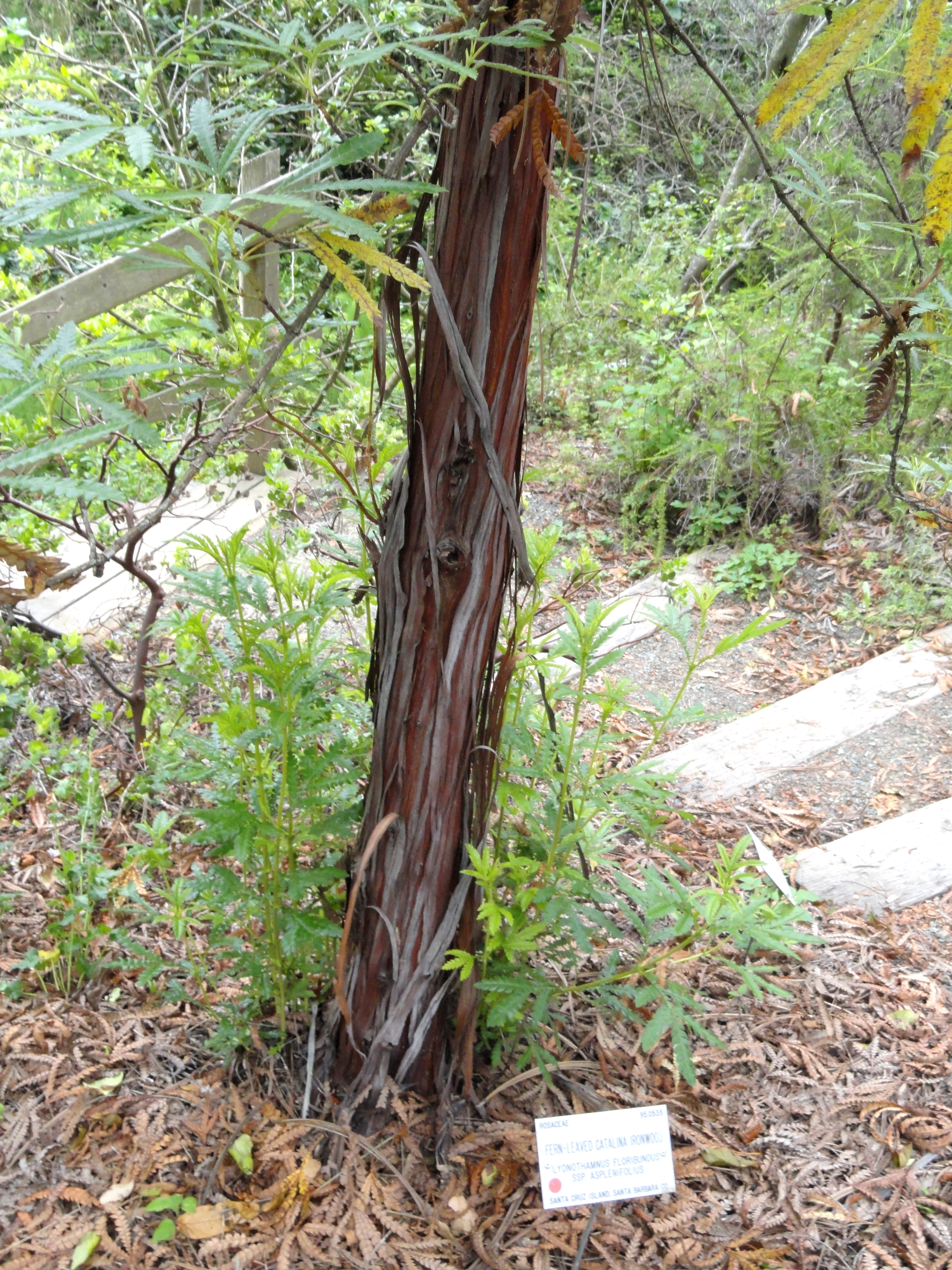
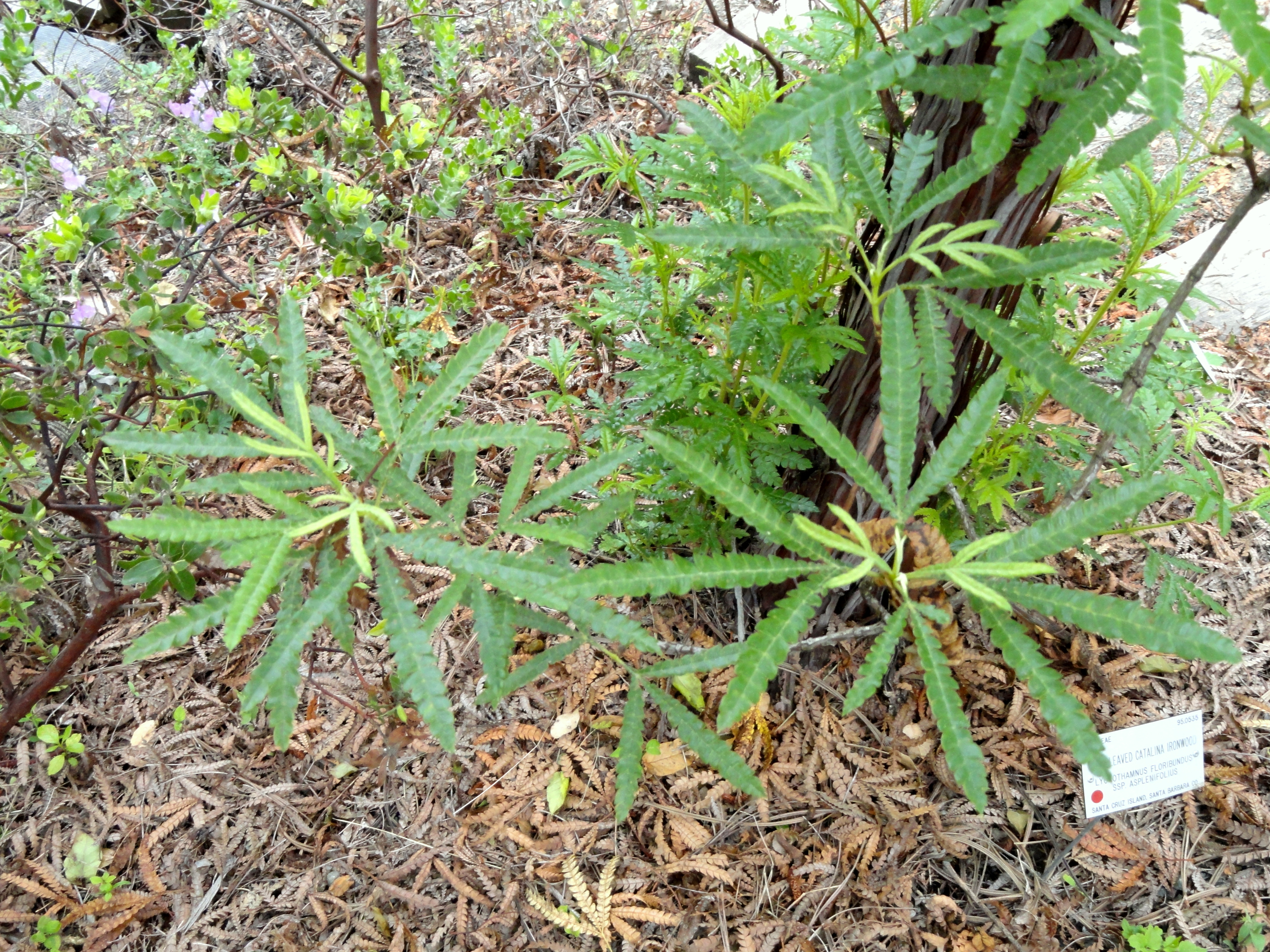
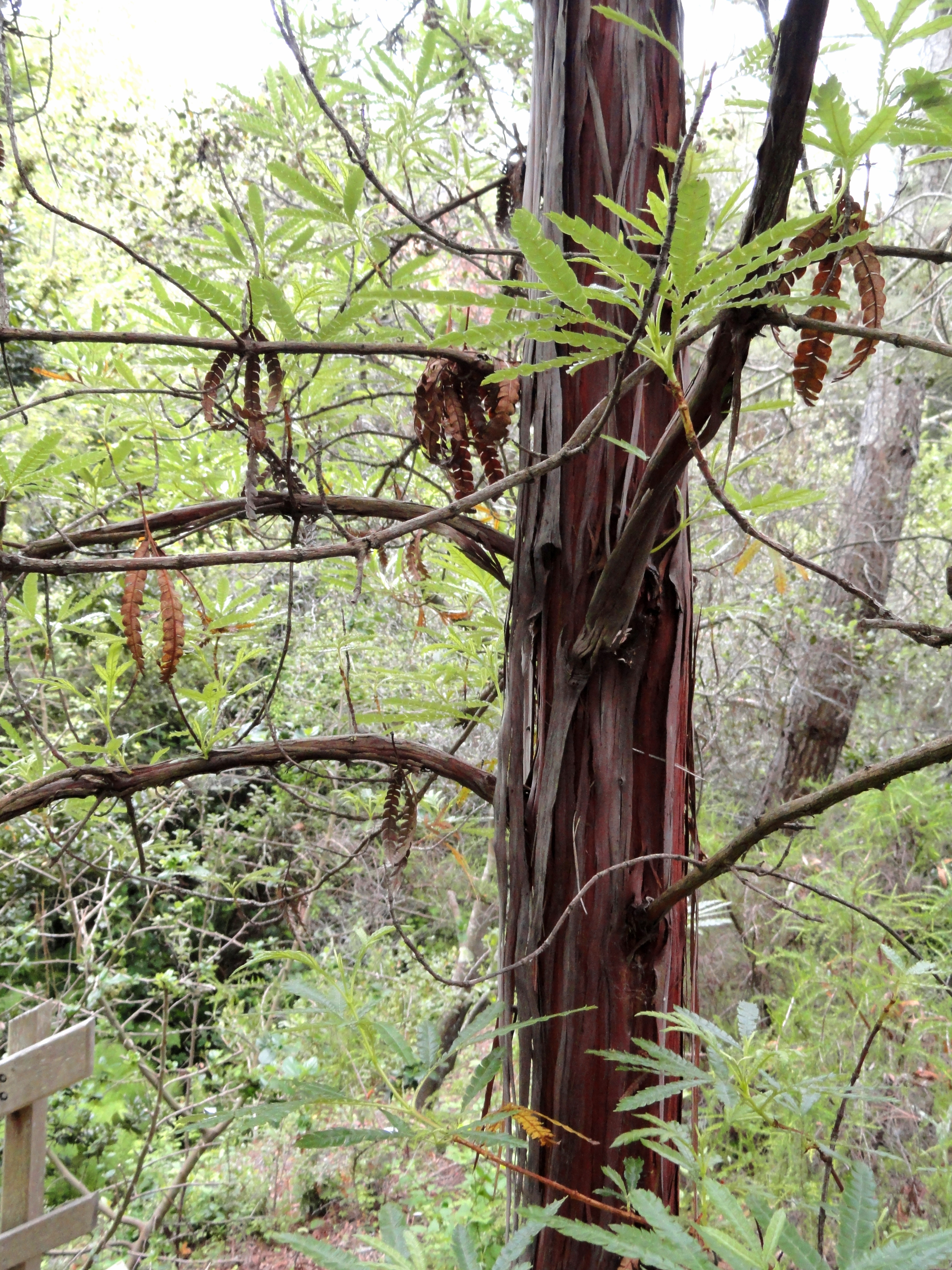
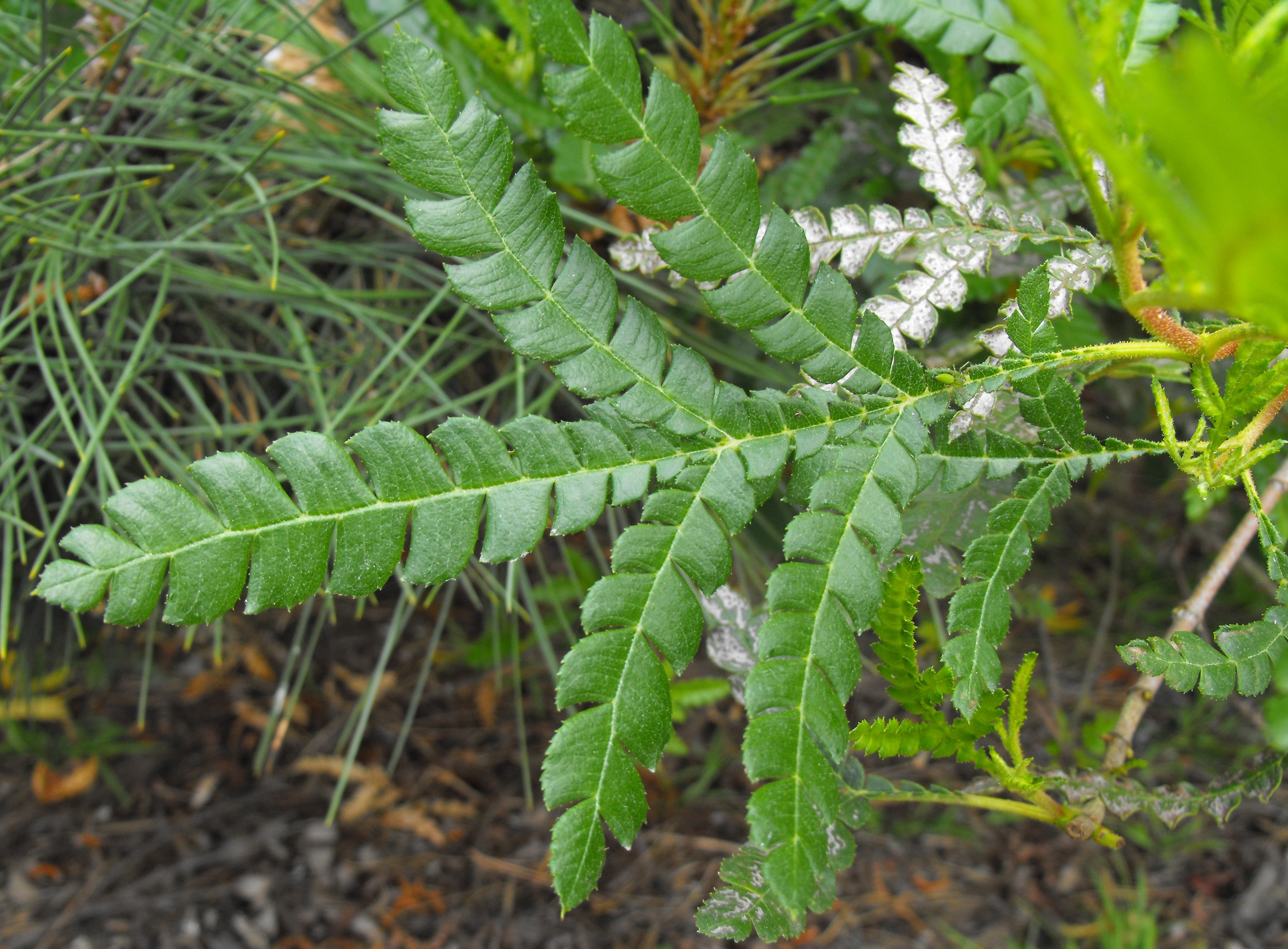